# Øyvind
Øyvind  è un nome proprio di persona norvegese maschile.

## Varianti
- Maschili: Oyvind, Eyvind[3], Eivind[4], Even[4]

### Varianti in altre lingue
- Danese: Øjvind[5]
- Islandese: Eyvindur[1]
- Norreno: Eyvindr[1][2]

## Origine e diffusione
Continua l'antico nome norreno Eyvindr, composto da due elementi di significato incerto: ey ("isola" o "fortuna", da cui anche Eysteinn) e vindr ("vittoria", "conquista" o "vento").

## Onomastico
Il nome è adespota, cioè non è portato da alcun santo, pertanto l'onomastico ricade il 1º novembre, giorno di Ognissanti.

## Persone

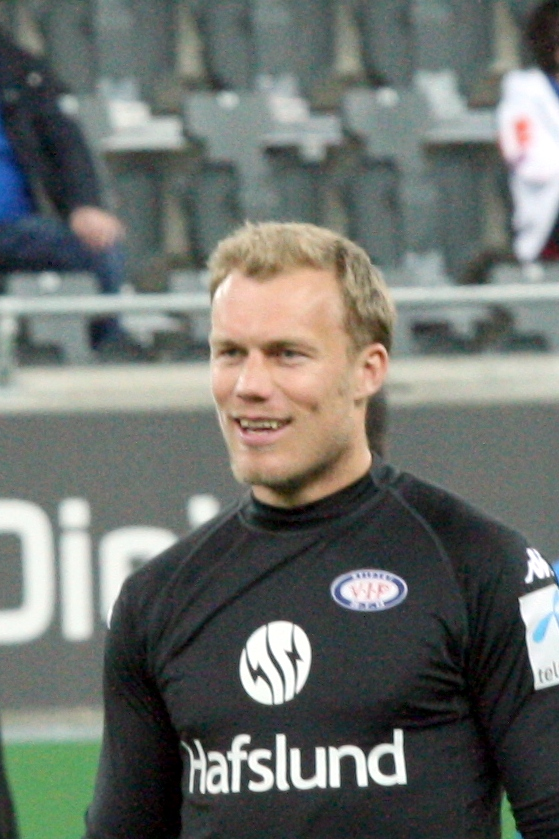
Øyvind Bolthof

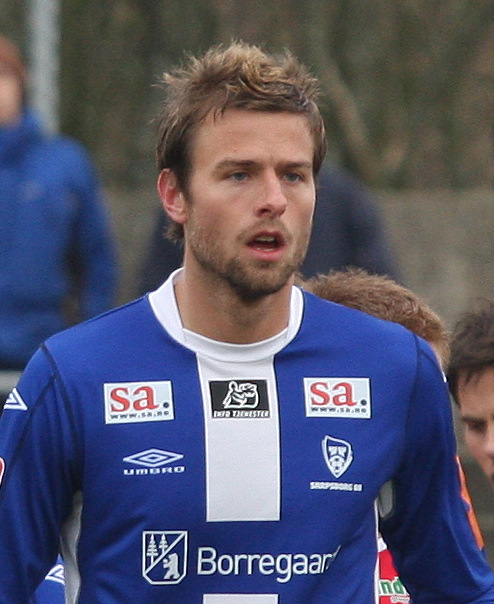
Øyvind Hoås

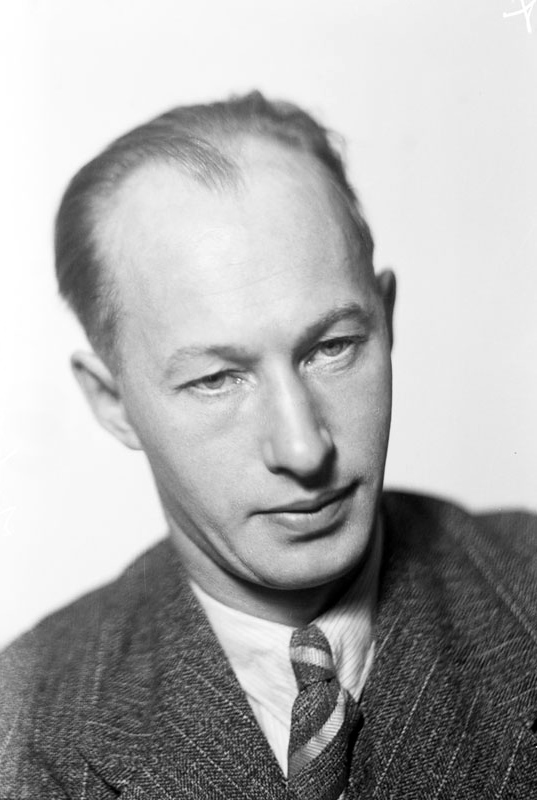
Eyvind Johnson

- Øyvind Berg, saltatore con gli sci norvegese
- Øyvind Bolthof, calciatore norvegese
- Øyvind Eide, allenatore di calcio norvegese
- Øyvind Gjerde, calciatore norvegese
- Øyvind Hoås, calciatore norvegese
- Øyvind Leonhardsen, calciatore norvegese
- Øyvind Mellemstrand, calciatore norvegese
- Øyvind Skaanes, fondista norvegese
- Øyvind Storflor, calciatore norvegese
- Øyvind Svenning, calciatore e allenatore di calcio norvegese

### Variante Øivind
- Øivind Berg, calciatore norvegese
- Øivind Holmsen, calciatore norvegese
- Øivind Husby, calciatore norvegese
- Øivind Høibak, calciatore norvegese
- Øivind Johannessen, calciatore e allenatore di calcio norvegese
- Øivind Tomteberget, calciatore norvegese

### Variante Eyvind
- Eyvind Alnæs, musicista norvegese
- Eyvind Clausen, calciatore danese
- Eyvind Johnson, scrittore e traduttore svedese
- Eyvind Lambi, vichingo e hersir norvegese

### Variante Eivind
- Eivind Aadland, direttore d'orchestra e violinista norvegese
- Eivind Arnevåg, calciatore norvegese
- Eivind Eriksen, calciatore norvegese
- Eivind Karlsbakk, calciatore norvegese

### Variante Even
- Even Hansen, calciatore norvegese
- Even Hovland, calciatore norvegese
- Even Pellerud, calciatore e allenatore di calcio norvegese

### Altre varianti
- Eyvindur P. Eiríksson, scrittore islandese
- Øjvind Winge, biologo e genetista danese